# Glaciar Denman
El glaciar Denman es un glaciar ubicado en la Antártida. Tiene entre 13 a 19 kilómetros (7 a 10 millas náuticas) de ancho, descendiendo hacia el norte unos 130 kilómetros (70 millas náuticas), y desemboca en la barrera de hielo Shackleton al este de la isla de David, Queen Mary Land.
El cañón bajo el glaciar Denman ha sido caracterizado por el proyecto BedMachine Antarctica (bajo el liderazgo de la Universidad de California en Irvine) como el lugar natural en tierra más profundo de todo el mundo, ya que la roca madre está ubicada a 3500 metros bajo del nivel del mar.
Fue descubierto en noviembre de 1912 por la Base Occidental de la Expedición Antártica de Australia bajo el mando de Douglas Mawson. Mawson nombró el glaciar en homenaje a Thomas Denman, gobernador general de Australia en 1911, quien fue mecenas de la expedición.
El desprendimiento del glaciar Denman en el mar de Mawson da lugar a la isla de hielo de Pobeda, que aparece periódicamente. 